# Deutsche Werke

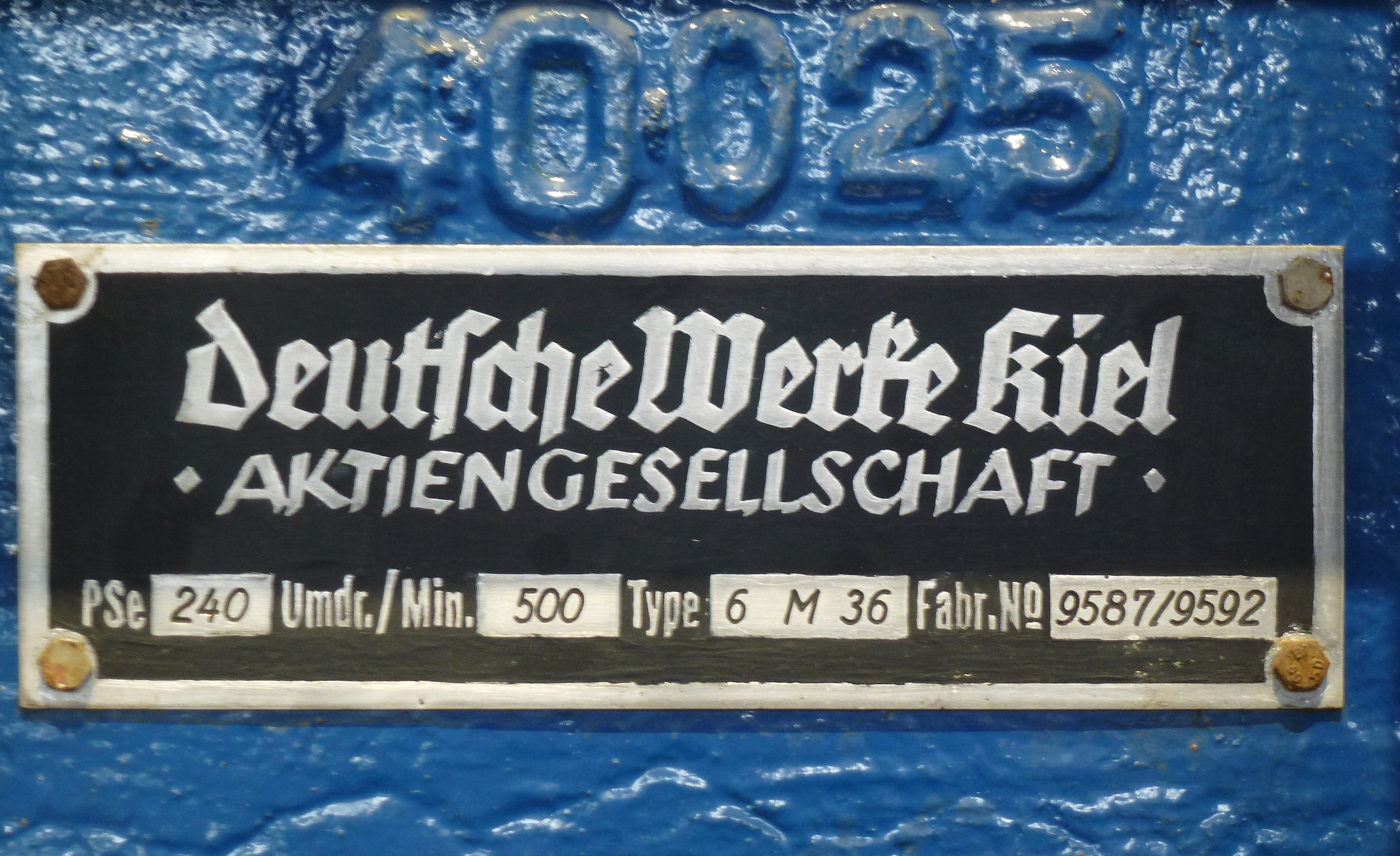
Typenschild eines Sechszylinder-Schiffsdieselmotors 6M36 der DWK im Schifffahrtsmuseum Kiel

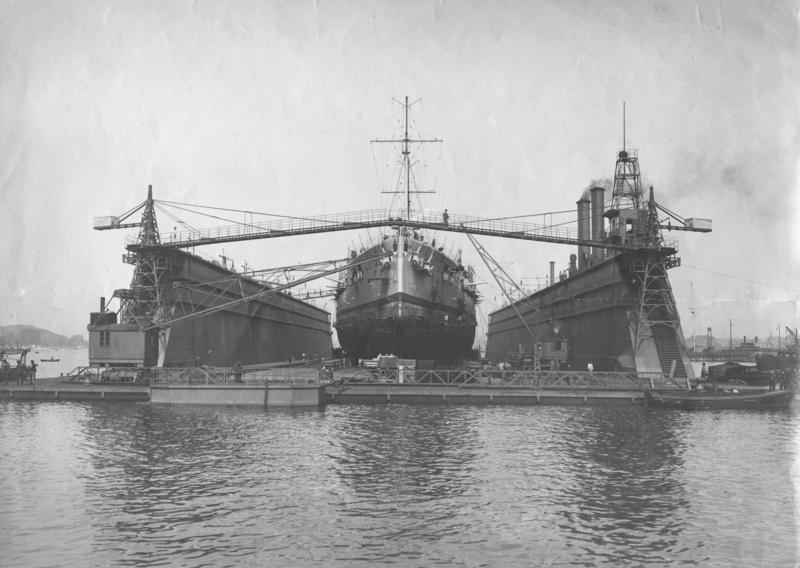
Linienschiff Helgoland im Schwimmdock der Kaiserlichen Werft Kiel

Unter der Bezeichnung Deutsche Werke AG wurden nach der Niederlage des Deutschen Kaiserreiches im Ersten Weltkrieg und den daraus folgenden Rüstungsbeschränkungen 13 ehemalige Heeres- und Marinewerkstätten zusammengefasst und auf zivile Produktion umgestellt. Dazu gehörten die Kaiserliche Werft Kiel, die Königlich Bayerische Geschützgießerei und Geschoßfabrik Ingolstadt, die Gewehrfabrik Spandau, die Gewehrfabrik Erfurt und andere. Verwaltungssitz der Deutsche Werke AG war Berlin. Die spätere Umwandlung in mehrere selbständige Unternehmen schuf unter anderem die Deutschen Industriewerke in Berlin und die Deutsche Werke Kiel AG.

## Geschichte der Deutsche Werke Kiel AG

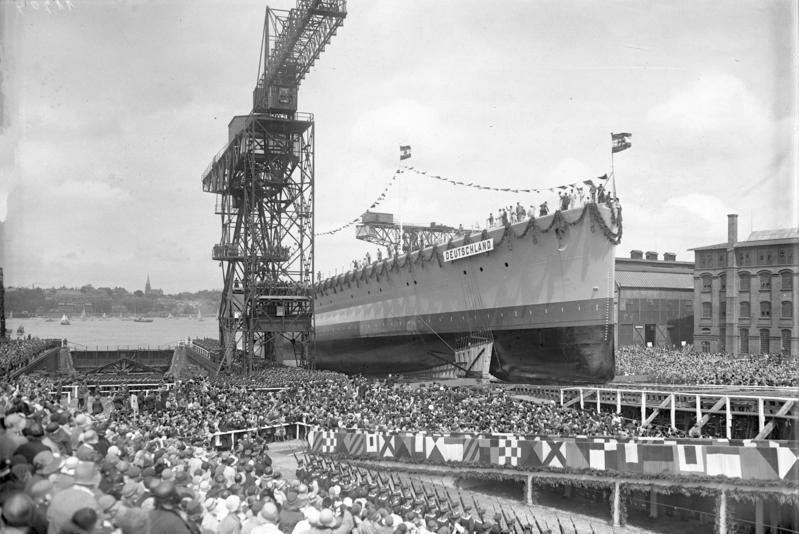
Stapellauf des Panzerschiffs Deutschland am 19. Mai 1931 von Helling 1 der DWK.

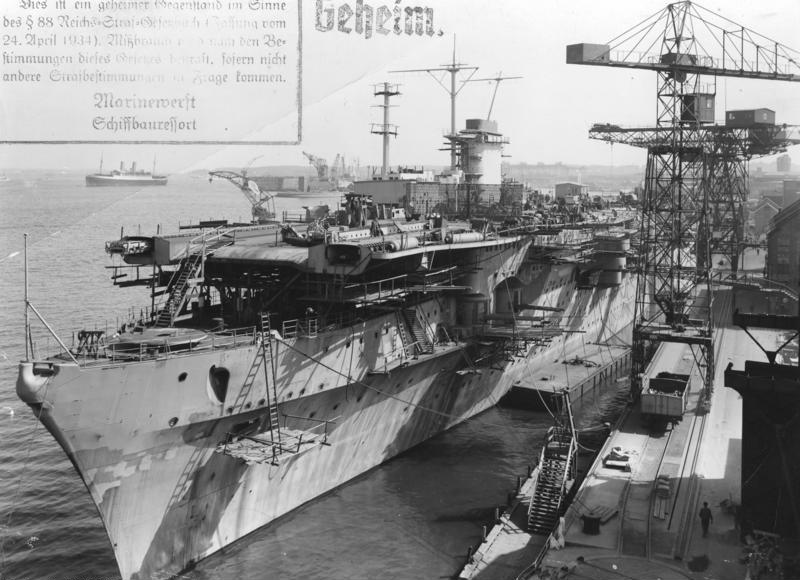
Flugzeugträger Graf Zeppelin
am Ausrüstungskai der DWK, Juni 1940

Die Deutsche Werke Kiel AG (DWK) war eine Großwerft in Kiel. Sie ging zurück auf die 1867 gegründete Königliche Werft Kiel. Der nach der deutschen Reichsgründung 1871 in Kaiserliche Werft Kiel umbenannte Betrieb war wie die Schwesterwerften in Wilhelmshaven und Danzig hauptsächlich mit der Instandsetzung von Kriegsschiffen für die Kaiserliche Marine beschäftigt. In der Amtszeit Wilhelms II. profitierten die drei Kaiserlichen Werften besonders während der Zeit von 1900 bis zum Beginn des Ersten Weltkriegs Mitte 1914 von der massiven Flottenrüstung des Deutschen Kaiserreiches.
Nach dem Ende des Ersten Weltkrieges setzten die Arbeiter der Kaiserlichen Torpedowerkstatt die militärische Leitung des Betriebes ab und begannen mittels eines eingesetzten Betriebsrates und von Abteilungsräten, die Rüstungsproduktion auf zivile Fertigung zu umzustellen und den Betrieb zu sozialisieren. Dies misslang letztlich, doch war die angestrebte Konversion nicht nur friedenspolitisch, sondern zunächst auch unternehmerisch nur folgerichtig. Denn nach der Gründung der Weimarer Republik kam es durch den Versailler Vertrag zu einem drastischen Auftragseinbruch, da die Flottenstärke der Reichsmarine erheblich beschnitten wurde. Die in Reichswerft Kiel umbenannte staatliche Werft wurde am 1. Februar 1925 durch einen Beschluss des Reichstags in eine Aktiengesellschaft mit dem Namen Deutsche Werke Kiel AG (DWK) umgewandelt. Zum Stammwerk in Kiel-Gaarden-Ost gehörte die Torpedowerkstatt der ehemals Kaiserlichen Marine in Kiel-Friedrichsort am gegenüberliegenden Ufer der Kieler Förde.
Die große Werft hatte sechs Trockendocks, vier Schwimmdocks und vier Schwimmkräne mit bis zu 150 t Hebefähigkeit sowie zusätzlich ein marineeigenes großes Schwimmdock für Schiffe bis 50.000 Tonnen. Von den drei Helgen für den Schiffsneubau waren zwei für größte Schiffe geeignet.
 Anfang der 1920er-Jahre stiegen die deutschen Werke in den Bau von Schienenfahrzeugen, vor allem den Triebwagenbau ein. Nach ersten eigenen Entwicklungen wurde mit der AEG 1926 die Triebwagenbau AG (TAG) gegründet. 1937 stieg die AEG aus, die TAG wurde aufgelöst, der Weiterbau erfolgte von der DWK allein.
Nachdem in den 1920er-Jahren hauptsächlich zivile Schiffe wie Tanker, Frachter und Fischdampfer gebaut und repariert wurden, begann in der Zeit des Nationalsozialismus erneut eine Ära der Aufrüstung, so dass die Deutschen Werke sich wieder ganz auf den Marineschiffbau konzentrierten. Ab 1934 wurde wieder mit dem U-Boot-Bau begonnen; zunächst mit dem kleinen Typ II, und später mit den größeren Typen VII und XIV. Im gleichen Jahr übernahm Heinrich Middendorff die Konzernführung. Schwerpunkt blieb jedoch bis zum Beginn des Zweiten Weltkrieges der Bau von großen Schiffen für die Kriegsmarine. 1937 wurden die Howaldtswerke von Heinrich Diederichsen durch die Deutschen Werke zusätzlich übernommen. Daneben stellte das Werk Kiel-Friedrichsort Torpedorohre und monatlich bis zu 70 Torpedos vom Typ G7a her.
Im Jahre 1941 wurde als Zweigbetrieb die Werft Deutsche Werke Werk Gotenhafen eröffnet. Dort wurde ein Außenarbeitslager des KZ Stutthof eingerichtet.
Im Verlauf des Zweiten Weltkriegs waren in den Standorten Kiel und Friedrichsort über 2.500 Zwangsarbeiter in der Rüstungsproduktion eingesetzt, die in verschiedenen Barackenlagern im Kieler Umland untergebracht waren.
Ab 1944 konzentrierte sich der Betrieb in Kiel nur noch auf die Fertigung von Sektionen für die Boote der neuen U-Boot-Klasse XXI, die bei Blohm & Voss in Hamburg und der AG Weser montiert wurden. Hierfür wurde Mitte 1944 das Trockendock III zum Bunker „Konrad“ umgebaut.
Bei den Luftangriffen auf Kiel wurde die Werft zu 67 Prozent zerstört. Nach dem Kriegsende lag das ehemalige Panzerschiff Admiral Scheer gekentert im äußeren Bauhafen. Das am 3. Mai 1945 von Truppen der Wehrmacht gesprengte Wrack des Schweren Kreuzers Admiral Hipper befand sich in einem Trockendock. Die Werft wurde bis auf die beiden direkt an der Förde liegenden Trockendocks V und VI völlig demontiert. Der Bunker „Konrad“ wurde gesprengt sowie die benachbarten Trockendocks I, II und IV und die Ausrüstungshäfen zusammen mit dem teils abgebrochenen Wrack der Admiral Scheer mit Trümmerschutt aus der Stadt aufgefüllt. Die Admiral Hipper wurde im Dock von britischen Einheiten abgedichtet, in die Außenförde vor Heikendorf geschleppt und dort gegenüber dem Leichten Kreuzer Emden auf Grund gesetzt.
Der Bereich des Maschinen- und Lokomotivbaus in Friedrichsort wurden 1945 in der Holsteinischen Maschinenbau AG (Holmag), ab 1948 in der Maschinenbau Kiel (MaK) zusammengefasst. 1953 kauften die Howaldtswerke die beiden ehemaligen Trockendocks Nr. V und VI der DWK und errichteten später die Werftanlagen als Kieler Howaldtswerke Werk Gaarden neu.

### Schiffe der Deutschen Werke Kiel (Auswahl)
- Panzerschiff Deutschland (später in Lützow umbenannt)
- Zerstörer Z 1 bis Z 4 (Typ Zerstörer 1934)
- Schlachtschiff Gneisenau
- Schwerer Kreuzer Blücher
- Flugzeugträger Graf Zeppelin (nach Stapellauf nicht vollendet)

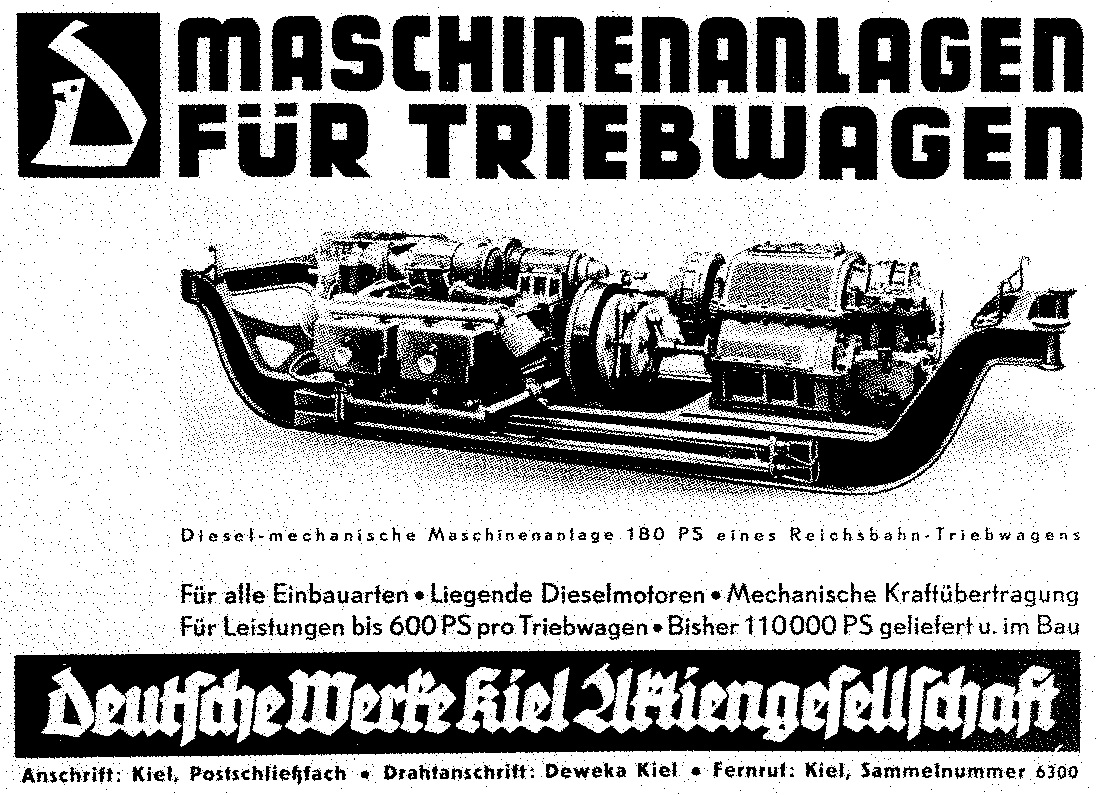
Werbeanzeige für Triebwagen-Maschinenanlagen (um 1928)

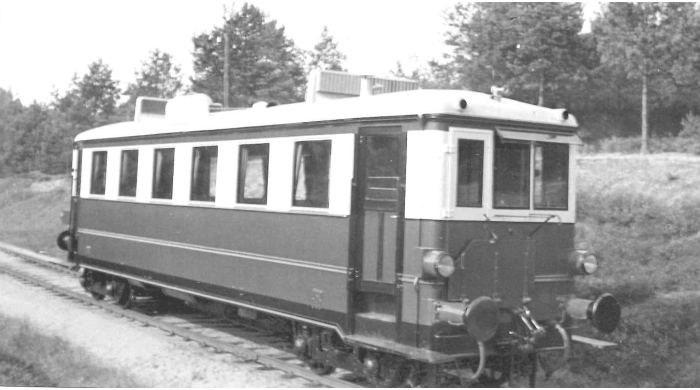
DWK-Triebwagen

### Schienenfahrzeuge der DWK (Auswahl)
- DWK Modell IV a Normalspur
- MFWE T I
- MFWE T II „Spitzmaus“
- BBÖ VT 20 und BBÖ VT 21
- Neumarkter Kleinbahn T1 und T2 „Spitzmaus“
- AKN T1–T3
- KBE 305, 310 und 311
- Schleswiger Kreisbahn T3 und T4
- VEE T 201 und T 202
- DWK D100
- DWK 220 C
- DWK 360 C
- Wehrmachtslokomotive WR 200 B 14
- Wehrmachtslokomotive WR 360 C 14

## Die Deutsche Werke AG in Dachau
In Dachau wurden eine ehemalige Munitionsfabrik als Werk „Dachau L“ und eine ehemalige Pulverfabrik als Werk „Dachau P“ in die Deutsche Werke AG integriert. In „Dachau L“ wurden, als Ableger des Werks in München, Dreschmaschinen produziert. Das Werk wurde im November 1924 geschlossen. „Dachau P“ wurde bereits 1923 stillgelegt. Auf dem Gelände von „Dachau P“ wurde 1933 das KZ Dachau eingerichtet. 1937 wurde in unmittelbarer Nachbarschaft das neue Häftlingsgelände gebaut, das heute als Gedenkstätte dient.